# Alleizettella
Alleizettella, biljni rod iz porodice broćevki, dio tribusa Gardenieae. Sastoji se od dvije priznate vrste rasprostranjene po jugoistočnoj Kini, Hainanu i Vijetnamu.
Rod je opisan 1923.

## Vrste
1. Alleizettella leucocarpa (Champ. ex Benth.) Tirveng.
2. Alleizettella rubra Pit.